# Rod Dreher
Ray Oliver Dreher Jr (nascido em 14 de fevereiro de 1967 em Baton Rouge, Louisiana), mais conhecido como Rod Dreher, é um escritor e editor conservador americano que atualmente vive na Hungria.

## Carreira
Dreher se formou em jornalismo pela Universidade do Estado da Luisiana em 1989. Começou sua carreira como crítico de televisão para o The Washington Times, e mais tarde trabalhou como crítico-chefe de cinema para o New York Post e editor para a National Review. Em 2002, Dreher escreveu um ensaio que explorava uma subcategoria do conservadorismo americano que ele definiu como "conservadorismo granola", cujos adeptos ele chamou de "crunchy cons". Ele definiu essas pessoas como conservadores tradicionalistas que acreditavam na conservação ambiental, na vida frugal e na preservação dos valores familiares tradicionais, ao mesmo tempo em que expressavam ceticismo em relação aos aspectos do capitalismo de livre mercado.

## Vida pessoal
Criado como metodista, havia se convertido ao catolicismo em 1993. No entanto, após a cobertura de escândalo de abuso sexual na Igreja Católica, levou a questionar seu catolicismo e, em 2006, ele anunciou sua conversão à Ortodoxia Oriental. Dreher argumentou que o escândalo não era tanto um "problema de pedofilia", mas que o "abuso sexual de menores é facilitado por uma rede secreta e poderosa de padres gays", conhecida como "Máfia Lavender".